# Taraclia

Taraclia (em Búlgaro e Russo: Тараклия) é uma cidade no sul da República Moldova. É a capital do Distrito Taraclia, a 161 km de distância da capital da Moldávia, Quichinau.
A Universidade Estadual da Taraclia (em Romeno: Universitatea de Stat din Taraclia), criada em 2004, foi co-financiada pela Bulgária e Moldávia. As línguas da educação são búlgara e Moldava (Romeno), sendo a maioria étnica da cidade, búlgara (Censo 2004).

## História
Segundo dados oficiais, Taraclia foi fundada em 1813 por imigrantes búlgaros, embora a região tenha sido povoada muito mais cedo.  A cidade é um dos mais antigos assentamentos búlgaros do século XIX, que era então o sul da Bessarábia.
Os primeiros colonos chegaram a Taraclia durante a Guerra Russo-Turca de 1806-1812. Em 1821 estabeleceu-se um grande grupo de assentados, que foi originalmente localizado na aldeia vizinha Aluatu. Após a Guerra Russo-Turca de 1828-1829 uma grande proporção de imigrantes búlgaros se estabeleceram na Bessarábia e especialmente na Taraclia, cerca de 49 famílias se instalaram na cidade. A última onda de migração aconteceu no ano de 1854, quando cerca de 241 pessoas lá se estabeleceram. Tendo direitos de colonos, construíram casas, igrejas e tiveram filhos, aproveitando as várias décadas de privilégios que lhes foram concedidos pelo governo da Rússia Czarista.
No meio do século XX, o famoso explorador Apollon Skalkowski  escreveu sobre a cidade onde narrava os residentes como: Moradores, bons afritiões, com um grande número de cabeças gado, e ovelhas, contribuindo grandemente para o sucesso da fruticultura e viticultura; As mulheres plantavam amoreiras, colhiam casulos e possuiam seda em grandes quantidades "

## Demografia

### Estrutura étnica
Estrutura étnica da cidade conforme o censo populacional de 2014.
| Grupo étnico | População | % Porcentagem |
| ------------ | --------- | ------------- |
| Búlgaros     | 9,560     | 77,4%         |
| Moldavos     | 793       | 6,4%          |
| Gagaúzes     | 726       | 5,9%          |
| Russos       | 626       | 5,1%          |
| Ucranianos   | 369       | 3%            |
| Ciganos      | 74        | 0,6%          |
| Romenos      | 10        | 0,1%          |
| Outros       | 73        |               |
| Total        | 12,355    | 100%          |

## Relações internationais

### Cidades-irmãs
Taraclia tem como cidades-irmãs:
- Nova Zagora, Búlgaria

## Links
- TV Taraklia (em Russo)
- Búlgaros na República Moldávia (em Russo)
- Clima na Taraclia (em Romeno)
- Universidade Estadual da Taraclia (em Romeno)